# Мате Делич
Мате Делич (нар. 29 квітня 1993) — колишній хорватський тенісист.
Найвищу одиночну позицію світового рейтингу — 150 місце досяг 5 січня 2015, парну — 348 місце — 28 жовтня 2013 року.
Завершив кар'єру 2020 року.

## Фінали ATP Челленджер і ITF Ф'ючерс

### Одиночний розряд: 18 (5–13)
| Легенда              |
| -------------------- |
| ATP Челленджер (0–2) |
| ITF Ф'ючерс (5–11)   |

| Фінали за покриттям |
| ------------------- |
| Тверде (1–6)        |
| Ґрунт (3–7)         |
| Трава (0–0)         |
| Килим (1–0)         |

| Результат | В-П  | Дата     | Турнір                           | Рівень     | Покриття | Суперник               | Рахунок             |
| --------- | ---- | -------- | -------------------------------- | ---------- | -------- | ---------------------- | ------------------- |
| Перемога  | 1–0  | Лис 2012 | Греція F7, Іракліон              | Ф'ючерс    | Килим    | Нікола Чачиц           | 6–4, 7–6(7–3)       |
| Перемога  | 2–0  | Тра 2013 | Туреччина F20, Анталія           | Ф'ючерс    | Тверде   | Юго Нис                | 3–6, 7–5, 6–4       |
| Перемога  | 3–0  | Чер 2013 | Боснія і Герцеговина F4, Киселяк | Ф'ючерс    | Ґрунт    | Дамір Джумхур          | 7–5, 6–2            |
| Поразка   | 3–1  | Лис 2013 | Хорватія F10, Солін              | Ф'ючерс    | Ґрунт    | Нікола Мектич          | 6–7(5–7), 6–7(2–7)  |
| Поразка   | 3–2  | Січ 2014 | Ізраїль F3, Ейлат                | Ф'ючерс    | Тверде   | Амір Вайнтрауб         | 4–6, 2–6            |
| Поразка   | 3–3  | Бер 2014 | Туреччина F10, Анталія           | Ф'ючерс    | Тверде   | Кароль Бек             | 6–7(5–7), 6–3, 3–6  |
| Поразка   | 3–4  | Кві 2014 | Верчеллі, Італія                 | Челленджер | Ґрунт    | Сімоне Болеллі         | 2–6, 2–6            |
| Поразка   | 3–5  | Вер 2014 | Генуя, Італія                    | Челленджер | Ґрунт    | Альберт Рамос Віньолас | 1–6, 5–7            |
| Поразка   | 3–6  | Жов 2015 | Туреччина F42, Анталія           | Ф'ючерс    | Тверде   | Дімітар Кузманов       | 6–0, 6–7(8–10), 1–6 |
| Перемога  | 4–6  | Лис 2015 | Туреччина F45, Анталія           | Ф'ючерс    | Ґрунт    | Томіслав Бркич         | 3–6, 6–4, 6–1       |
| Поразка   | 4–7  | Січ 2016 | Туреччина F1, Анталія            | Ф'ючерс    | Тверде   | Міхал Конечний         | 4–6, 6–7(6–8)       |
| Поразка   | 4–8  | Січ 2016 | Туреччина F2, Анталія            | Ф'ючерс    | Тверде   | Вадим Урсу             | 0–6, 4–6            |
| Поразка   | 4–9  | Кві 2017 | Туреччина F14, Анталія           | Ф'ючерс    | Ґрунт    | Марсель Їльхан         | 2–6, 5–7            |
| Поразка   | 4–10 | Кві 2017 | Туреччина F15, Анталія           | Ф'ючерс    | Ґрунт    | Мартін Куевас          | 6–4, 4–6, 1–6       |
| Поразка   | 4–11 | Жов 2017 | Туреччина F36, Анталія           | Ф'ючерс    | Ґрунт    | Денніс Новак           | 3–6, 4–6            |
| Поразка   | 4–12 | Жов 2017 | Туреччина F37, Анталія           | Ф'ючерс    | Ґрунт    | Петер Торебко          | 2–6, 2–6            |
| Поразка   | 4–13 | Січ 2018 | Туреччина F3, Анталія            | Ф'ючерс    | Тверде   | Дімітар Кузманов       | 3–6, 4–6            |
| Перемога  | 5–13 | Тра 2018 | Туреччина F17, Анталія           | Ф'ючерс    | Ґрунт    | Ґейс Браувер           | 6–0, 6–4            |

### Парний розряд: 13 (7–6)
| Легенда              |
| -------------------- |
| ATP Челленджер (0–0) |
| ITF Ф'ючерс (7–6)    |

| Фінали за покриттям |
| ------------------- |
| Тверде (0–3)        |
| Ґрунт (5–3)         |
| Трава (0–0)         |
| Килим (2–0)         |

| Результат | В-П | Дата     | Турнір                           | Рівень  | Покриття | Партнер          | Суперники                               | Рахунок               |
| --------- | --- | -------- | -------------------------------- | ------- | -------- | ---------------- | --------------------------------------- | --------------------- |
| Поразка   | 0–1 | Лют 2011 | Хорватія F2, Загреб              | Ф'ючерс | Тверде   | Кристиян Месарош | Анте Павич Мислав Хижак                 | 3–6, 7–6(7–3), [4–10] |
| Поразка   | 0–2 | Лют 2012 | Хорватія F1, Загреб              | Ф'ючерс | Тверде   | Мірза Башич      | Андрей Дееску Флорін Мерджа             | 5–7, 1–6              |
| Перемога  | 1–2 | Жов 2012 | Хорватія F10, Солін              | Ф'ючерс | Ґрунт    | Томіслав Драганя | Ярослав Поспішил Андрей Мартін          | 6–3, 4–6, [11–9]      |
| Перемога  | 2–2 | Лис 2012 | Греція F6, Іракліон              | Ф'ючерс | Килим    | Нікола Чачиц     | Жульєн Дюбель Яннік Ванденбулке         | 7–5, 6–2              |
| Перемога  | 3–2 | Лис 2012 | Греція F7, Іракліон              | Ф'ючерс | Килим    | Нікола Чачиц     | Жульєн Дюбель Еван Куаку                | 6–1, 6–2              |
| Поразка   | 3–3 | Лют 2013 | Туреччина F7, Анталія            | Ф'ючерс | Тверде   | Ілія Вучич       | Чан Юй Лі Чже                           | 5–7, 6–3, [9–11]      |
| Перемога  | 4–3 | Бер 2013 | Хорватія F6, Врсар               | Ф'ючерс | Ґрунт    | Томіслав Бркич   | Лукаш Марсун Домінік Сук                | 2–6, 7–6(7–3), [10–8] |
| Поразка   | 4–4 | Кві 2013 | Італія F4, Падуя                 | Ф'ючерс | Ґрунт    | Йошко Топич      | Маттео Донаті Андрій Голубєв            | 6–7(6–8), 6–3, [6–10] |
| Перемога  | 5–4 | Чер 2013 | Боснія і Герцеговина F4, Киселяк | Ф'ючерс | Ґрунт    | Томіслав Драганя | Филип Вегер Ловро Зовко                 | 6–4, 6–3              |
| Перемога  | 6–4 | Сер 2013 | Італія F22, Есте                 | Ф'ючерс | Ґрунт    | Стефано Травалья | Хорхе Агілар Гільєрмо Ормасабаль        | 6–0, 6–1              |
| Перемога  | 7–4 | Жов 2013 | Хорватія F10, Солін              | Ф'ючерс | Ґрунт    | Томіслав Бркич   | Олександр Кондулуков Олексій Кондулуков | 6–2, 4–6, [10–4]      |
| Поразка   | 7–5 | Жов 2013 | Хорватія F11, Дубровник          | Ф'ючерс | Ґрунт    | Томіслав Бркич   | Домінік Сук Марек Міхалічка             | 6–7(2–7), 1–6         |
| Поразка   | 7–6 | Сер 2016 | Австрія F5, Інсбрук              | Ф'ючерс | Ґрунт    | Дує Делич        | Дасті Г. Боєр Лукас Оллерт              | 2–6, 3–6              |